# Passez Go
Passez Go est une maison de production télévisuelle québécoise.  Lancée en 2006, l’entreprise se concentre sur le développement et la production de fictions originales destinées à la télévision et au web.

## Historique
Diplômés du baccalauréat en télévision et en cinéma de l’UQAM (2006) ainsi que des programmes de production et de réalisation de l’INIS (2009), Vicky Bounadère, Marie-Claude Blouin et Félix Tétreault sont les trois associés de Passez Go.  À ses débuts, Passez Go produit Juliette en direct, la première fiction web jeunesse québécoise diffusée à Télé-Québec (2010 à 2012).
De 2014 à 2017, l’entreprise produit Quart de vie, une fiction web diffusée à Tou.TV suivi du Chalet, fiction jeunesse télévisée diffusée à VRAK de 2015 à 2019. En France, la série Le Chalet a été doublée et diffusée à partir du 22 janvier 2017 sur France 4,. La série remporte plusieurs prix, dont le prix Gémeaux de meilleure série jeunesse en 2016 et 2018.
En 2012, la productrice Vicky Bounadère remporte le Prix d’excellence pour la relève de l’Alliance Médias Jeunesse en 2012  ainsi que le Prix de la Relève de l’AQPM en 2015.
En 2016, le Groupe TVA confie la production de sa première série jeunesse, L’Académie, dont les saisons 1, 2 et 3 ont été respectivement diffusées en 2017 et en 2018 et 2020 sur Club illico. L’acteur Antoine Desrochers remporte le prix Gémeaux du meilleur premier rôle masculin jeunesse pour son interprétation de Clément dans la saison 1 de l’Académie et la chaîne YLE en Finlande en a acquis les droits de télédiffusion.
À l’automne 2019, Passez Go a mis en ligne sur Tou.tv la saison 1 de Faux Départs, une série court format de 8 épisodes écrite par l’auteur Jean-Philippe Baril Guérard, destinée aux 18-35 ans.
Janvier 2020, CRAVE TV lance sa plateforme de vidéo à la demande en français. Bell media a choisi la série Pour toujours, plus un jour produite par Passez Go pour commencer son offre francophone.

## Réalisations
- Pour toujours, plus un jour - Fiction jeunesse diffusée sur Crave Tv - (2019)[12],[11]
- L'Académie, saisons 1, 2 et 3 - Fiction pour adolescents diffusée sur Club Illico (2017 à 2019)
- Faux Départs - Web-série 18-35 ans diffusée sur ICI TOU.TV (2019)[13]
- Le Chalet, saisons 1 à 5 - Fiction pour adolescents diffusée à Vrak (2015 à 2019)[14]
- Quart de vie, saisons 1, 2 et 3 - Web-série 18-35 ans diffusée sur ICI TOU.TV (2014 à 2017)[15]
- Juliette en direct, saisons 1, 2 et 3 - Fiction web jeunesse diffusée à Télé-Québec[2],[16]